# Scapanus orarius
Scapanus orarius är en däggdjursart som beskrevs av Frederick W. True 1896. Scapanus orarius ingår i släktet Scapanus och familjen mullvadsdjur. IUCN kategoriserar arten globalt som livskraftig.
Populationer som lever väster om Kaskadbergen har med en kroppslängd (inklusive svans) av 138 till 179 mm en större variation i storleken än populationer öster om bergstrakten. De senare är med svans 140 till 166 mm långa. Individerna har en 25 till 41 mm lång svans och 19 till 23 mm långa bakfötter. Arten är så lite mindre än Scapanus latimanus och tydlig mindre än Scapanus townsendii. Den har mörkgrå till svart päls, ofta med kopparfärgad skugga.
Detta mullvadsdjur förekommer från södra British Columbia till norra Kalifornien. Den lever ofta i skogar men hittas även vid ängar.
Scapanus orarius bygger liksom andra mullvadsdjur underjordiska tunnelsystem med flera ingångar. Det centrala boet ligger vanligen 15 cm under markytan och fodras med växtdelar. Djuret håller ingen vinterdvala. Utanför parningstiden lever varje individ ensam. Parningen sker under våren (mars, april) och per kull föds 2 till 4 ungar. Arten kan bli fyra, eller sällan fem år gammal. Den äter daggmaskar och andra ryggradslösa djur.
Detta mullvadsdjur jagas av rovfåglar, ormar, hundar och tamkatter. De senare två äter sällan kadavret. Scapanus orarius kapar jordhögar liksom flera andra mullvadar. De har ungefär en diameter av 30 cm och en höjd av 15 cm.

## Underarter
Arten delas in i följande underarter:
- S. o. orarius
- S. o. schefferi